# Costa Rica en los Juegos Paralímpicos de Londres 2012
Costa Rica estuvo representada en los Juegos Paralímpicos de Londres 2012 por dos deportistas masculinos que compitieron en dos deportes. El equipo paralímpico costarricense no obtuvo ninguna medalla en estos Juegos.